# Vicent Costa i Nogueras
Vicent Costa i Nogueras (Alcoi, Alcoià, 29 d'abril de 1852 – Barcelona, setembre de 1919) fou un compositor i pianista.

## Biografia
Visqué a Tossa de Mar des dels cinc anys, on inicià estudis musicals. El 1862 anà a Barcelona, on estudià piano amb Joan Baptista Pujol i composició amb J. Sariols i G. Balart. Després marxà a París, Stuttgart i Londres, on rebé lliçons de Hans Von Bülow, G.J. Pfeiffer i possiblement Franz Liszt.
De retorn a Espanya, oferí alguns concerts a Madrid i a Barcelona, durant l'Exposició Universal del 1888. Fou professor de piano al Conservatori del Liceu i de l'Escola Municipal de Música de Barcelona. Juntament amb els germans Pitxot formà el "Trio Català", que actuà a Girona vers el 1909. Redactà algunes obres pedagògiques per a piano, com el Tratado completo del estudio del piano (1910) i els Estudios característicos. Va menar una important vessant creadora, encapçalada per l'òpera Inés de Castro, estrenada al Liceu el 1905, sarsueles com L'adroguer del Padró, música simfònica com una Suite espanyola per a orquestra, un nodrit nombre d'obres per a cant i piano i un extens repertori per a piano.
Com a compositor és autor d'un considerable nombre d'obres, que van des de la música per a l'escena a un gran nombre de peces per a piano sol.

## Obres

### Música escènica
- L'Adroguer del Padró (1874), sarsuela
- La boleta del alojamiento, sarsuela
- Cambiar de Clima
- Inés de Castro (1905), òpera estrenada a Barcelona, fou el seu principal èxit i molt reconeguda en el seu temps
- Flor de l'ametller (1899), episodi líric-dramàtic en un acte amb lletra de Sebastià Trullol i Plana[3]
- El novio prestado (1906), amb lletra de Rafel del Castillo[4]
- Rojo y gualdo (1912)[5]
- Salieri (1906), òpera en un acte[6]
- Uno por otro, juguete cómico-lírico (1898), en un acte amb lletra de Rafael del Castillo

### Música simfònica
- Atardeciendo, per a banda
- Concert en La Major, op. 80
- Cristina (1879), per a banda
- Dante a Beatrice (1874) per a veu i piano
- Ronda galante, per a banda
- Suite espanyola, per orquestra
- Un sueño de amor (1880) per a veu i piano

### Obres escollides per a piano
- Arlequin
- Barcarola
- Gran Habana (1881)
- Melodía
- Pastorale

### Música de cambra
- ¡Adiós!
- Melodia
- Mil flores
- Los pelotaris
- Tristi amori

### Música per a piano sol
- Air de ballet
- Alcoi
- Alfonso XII
- Araceli (1885)
- Aragón
- Aragonesa, op. 148 (1901)
- Arlequin
- Balada
- Barcarola
- Bebé
- Brindis català (1903)
- Brisas de España
- Brisas gallegas
- Capricho español
- Capricho habanero
- Caricaturas musicales (1884)
- Las cien donzellas (1874)
- Clotilde, op. 110 (vals de saló)
- Colombina, Vals brillante
- La confesión
- Córdoba, op. 140,
- Crisálida y mariposa (vals de saló) (1879)
- Curiosa historia, op. 125,
- Danza americana (de la sarsuela L'Adroguer del Padró) (1874)
- Danza de muñecas
- Delicias infantiles (dues sèries, i també a 4 mans) (1883)
- Le Depart, Le Rendezvous (vals-boston)
- Dicha completa
- 12 Composiciones musicales (1881)
- Dolorosa, op. 159,
- Ecos de la Alhambra, op. 113
- Eddita (fantasia de l'òpera d'Obiols) (1885)
- Elena (vals de la sarsuela Un novio de gancho o Uno por otro) (1911)
- En el Alcázar, op. 119
- En la pradera
- Esperanza
- Espuma de champagne, op. 137, vals-boston
- Fantasia árabe
- Fantasia catalana (sobre motius de l'Empordà) (1910)
- Fantasia española (1905)
- Fantasia nocturno (1881)
- Fantasia vascongada, op 154
- Fiesta aldeana
- Fileuse, morceau de concert pour piano (1908)
- El fuera
- Genizare, op. 148
- La góndola
- Gran Marcha
- Habanera (1881)
- Humoresque, morceau de concert (1911)
- Inquietud
- Jota aragonesa
- El lago
- Los luchadores (masurca de saló) (1885)
- Malenconia
- Manila (1904)
- Mercedes
- Mil flores
- La muñeca
- Niña bonita
- No tuve un pajarillo que me escuchara (1883)
- Nouvel amour
- Obras escogidas para piano, op 80) (1874)
- La pajarita
- Los papitachis (1911)
- Pastoral
- Pavana (1905)
- Los pelotaris (1905)
- Les platges de Tossa (1882)
- El polichinela
- Polka brillante de salón
- Polka mazurca
- Printemps d'amour
- Promenade
- Quiero volar (L'Amour dans les airs) (1910)
- Rapsodia andaluza (1899)
- Recuerdos de Griñón
- Reina Mercedes (1877)
- Rey Alfonso (1877)
- Ronda galante
- Scherzo gavota
- Secretos del aura
- La serenata de los gnomos
- Serenata española (1890)
- ¡Si fuera!.....¿Se fossi! (versió italiana) (1905)
- ¡Solo en ti soñaba! (1879)
- Solo en ti soñaba (recitat)
- Suite española para piano
- Tango sevillano
- ¿Te gusta la danza?
- La tímida, Nocturno
- Trova de amor
- Tu ideal
- Un brindis (1874)
- Una noche en Granada
- Una noche en Sevilla (1882)
- Una perla (masurca de saló) (1899)
- Vals
- Vals boston (1901)
- Vals de concierto para piano (1885)
- El vals de la vida (1911)
- Viva la danza

També va escriure sardanes com A les noies de Tossa (1903), Si'n tenia una escopeta.
Va rebre diversos premis i mencions, com al certamen organitzat per La Crónica al febrer de 1880 amb la seva Fantasía nocturno, la seva obra Esperanza va merèixer una medalla d'or al concurs convocat per la societat El Iris el 1880. (2)